# 이토 유나 (1983년)
이토 유나(일본어: 伊藤 由奈), 1983년 9월 20일 ~ )는 일본에서 활동하는 가수 겸 배우이다. 과거 국적은 일본이었으며, 현재 국적은 미국이다. 하와이주 출신이다.

## 개략
이토 유나는 1983년 9월 20일, 미국 캘리포니아주 로스앤젤레스에서 태어나, 고등학교 졸업 때까지 하와이에 거주했다. 일본인 아버지와 한국계 미국인인 어머니 사이에서 태어났고, 하와이의 대학교를 다니는 남동생 한 명이 있다. 그녀는 일본에서 데뷔하기 전에 대한민국에서 조PD의 노래에 참가하는 등 잠깐 활동했던 적이 있는데, 이때 찍었던 잡지 사진과 케이블 TV 방송 동영상이 인터넷 상에 퍼지기도 했다.
2005년 인기 만화 《NANA》의 실사판 영화의 "세리자와 레이라" 역을 맡아 부른 극중 노래 〈ENDLESS STORY〉가 대히트를 기록하면서 사람들에게 알려지게 되었는데, 발매한 주부터 10주간 오리콘 주간 싱글 차트 10위권을 계속 유지했다. 이 곡의 인기에 힘입어 이토 유나는 2005년 12월 31일, NHK 《홍백가합전》에 처음으로 출연했다.
이후 2006년 3월, 일본의 드라마 《언페어》 주제가와 자신이 출연한 렌즈 CF의 CM송으로 쓰였던 두 번째 싱글 〈Faith / Pureyes〉를 발표했으나, 기대에 못 미치는 판매량을 기록했다. 그로부터 2달 후인 5월에 발매된 세 번째 싱글 〈Precious〉가 롱 히트를 기록하며 20만장을 돌파했다. 〈Precious〉는 영화 《LIMIT OF LOVE 海猿 (LIMIT OF LOVE 우미자루)》의 주제가로 사용되었다.
그해 8월과 9월에 2개월 연속으로 싱글을 발매했으나 성적은 좋지 않았고, 12월에는 《NANA 2》의 삽입곡으로 쓰인 〈Truth〉를 발매했다. 2007년 1월에 나온 첫 앨범 《HEART》는 오리콘 주간 앨범 차트 첫주 1위, 총 판매량은 50만장을 돌파하는 히트를 기록했다. 앨범 발매 직후, 영화화 된 《언페어 더 무비》의 주제가인 싱글 〈I'm Here〉를 발매했고, 6월 27일에 하와이에 있던 시절부터 친구였던 데프 테크의 마이크로가 참가한 싱글 〈Mahaloha〉를 발매했다. 이어 9월 26일에 발매된 캐나다의 가수 셀린 디온 트리뷰트 앨범인 《TRIBUTE TO CELINE DION》에서 영화 《타이타닉》의 주제곡으로 쓰였던 〈MY HEART WILL GO ON〉을 불렀다. 10월 24일에는 싱글 〈Urban Mermaid〉를 발매했다.
2008년 1월 16일에는 셀린 디온과의 듀엣 싱글인 〈あなたがいる限り～A WORLD TO BELIEVE IN～〉를 발매했다. 이 곡은 원래 셀린 디온이 2007년 발표한 앨범 《Taking Chances》의 수록곡인 〈A WORLD TO BELIEVEN IN〉을 일본어로 번안한 곡이다. 이 곡에서 셀린 디온은 영어 가사를, 이토 유나는 번안된 일본어 가사를 부르는데, 싱글의 세 번째 트랙에는 이토 유나 혼자 부른 솔로 버전이 수록되었다. 2월 20일에는 두 번째 정규 앨범 《WISH》를 발매했다.

## 음악

### 싱글
1. 〈ENDLESS STORY〉 (2005년 9월 7일) ※ "REIRA starring YUNA ITO"라는 이름으로 발매함.
2. 〈Faith / Pureyes〉 (2006년 3월 1일)
3. 〈Precious〉 (2006년 5월 3일)
4. 〈stuck on you〉 (2006년 8월 9일)
5. 〈losin'〉 (2006년 9월 6일)
6. 〈Truth〉 (2006년 12월 6일) ※ "REIRA starring YUNA ITO"라는 이름으로 발매함.
7. 〈I'm Here〉 (2007년 3월 14일)
8. 〈Mahaloha〉 (2007년 6월 27일) ※ 데프 테크의 마이크로가 참가함.
9. "Mahaloha"는 하와이 어로 "감사"를 뜻하는 "Mahalo"와 "사랑"을 뜻하는 "Aloha"의 합성어이다.
10. 〈Urban Mermaid〉 (2007년 10월 24일)
11. 〈あなたがいる限り~A WORLD TO BELIEVE IN~〉그대가 있는 한~A WORLD TO BELIEVE IN~ (2008년 1월 16일)
12. 〈miss you〉 (2008년 9월 3일)
13. 〈戀はgroovy×2〉 사랑은 groovy×2 (2008년 11월 26일)
14. 〈trust you〉 (2009년 3월 4일)
15. 〈Let it Go〉 (2009년 11월 11일)
16. 〈守ってあげたい〉 (2010년 11월 3일)

### 앨범
|   | 발매일          | 제목      | 최고순위 | 판매량 인증   |
| - | --------------- | --------- | -------- | ------------- |
| 1 | 2007년 1월 24일 | 《HEART》 | 1        | 더블 플래티넘 |
| 2 | 2008년 2월 20일 | 《WISH》  | 3        | 골드          |
| 3 | 2009년 5월 27일 | 《DREAM》 |          |               |

### 참가 작품
- 조PD 5집 《Great Expectation - Pt. 2 : Love & Life》 6번째 트랙 〈(When I Need...) Somebody〉
- 셀린디온 트리뷰트 앨범 《TRIBUTE TO CELINE DION》 1번째 트랙 〈MY HEART WILL GO ON〉

## TV / 영화 출연 작품
- 《NANA》 (2005) - 세리자와 레이라 역
- 《NANA 2》 (2006) - 세리자와 레이라 역